# Strongoli
Stròngoli (IPA: [sˈtronɡoli]) precedentemente conosciuto come Petèlia, è un comune italiano di 6 134 abitanti situato nella provincia di Crotone, in Calabria.

## Geografia fisica
Strongoli è un centro del Crotonese che sorge su di un colle a pochi chilometri dal Mar Ionio a 342 metri s.l.m., lungo la cui costa si sviluppa la Marina per circa sette chilometri. Verso sud il Neto separa il suo territorio da quello di Crotone: la foce di questo fiume è stata dichiarata Parco Regionale come oasi di protezione di fauna e selvaggina, essendo importante scalo per la specie migratoria. Il paese abbraccia una superficie di 85,56 km², mentre il numero attuale dei suoi abitanti è 6.125. Il suo territorio, che confina con i comuni di Crotone, Rocca di Neto, Casabona, S. Nicola dell'Alto e Melissa, è abbastanza fertile e produttivo: l'agricoltura, infatti, costituisce la base della sua economia. Tra le colture primeggiano quelle mediterranee dei cereali, della vite e dell'ulivo. Sia il centro abitato sia la campagna sono ricchi di resti archeologici che ci documentano pienamente il contatto con la Civiltà greca prima e con la Civiltà romana dopo.

## Origini del nome
Il toponimo "Strongoli" trae origine dal greco bizantino "strongylòn", che significa "rotondo", riferendosi alla forma conica della collina su cui è edificato il paese, noto per i suoi resti di epoca romana. Il nome evoca quindi la caratteristica morfologia del sito.
"Strongylon, quod est mons in girum elatus"

## Storia

### Preistoria ed età preclassica
La tradizione letteraria mitologica vuole Filottete ecista di Petelia. Egli era “famoso arciere tessalo, figlio di Peante e di Demonassa e compagno di Eracle. Avendo mancato al giuramento fatto all'eroe di non rivelare il luogo dove avrebbe deposto il corpo di lui e le famose frecce avvelenate col sangue dell'Idra di Lerna, fu ferito a un piede da una di queste frecce, e, dolorante per l'inguaribile piaga, fu abbandonato nell'isola di Lemno dai Greci che andavano a Troia. Nel decimo anno dell'assedio, avendo l'oracolo predetto che Troia non sarebbe stata vinta senza le frecce di Eracle, che erano in possesso di Filottete, Ulisse e Diomede andarono a prendere costui nell'isola dove languiva, e lo condussero a Troia. Ivi Filottete fu curato da Macaone, ispirato da Apollo, e, guarito, uccise Paride, con ciò agevolando la presa della città. Reduce da Troia, fu scacciato dalla sua patria, Melibea, in seguito a un'insurrezione, e venuto in Italia, nel Bruzio, vi fondò Petelia” (Cinti 1998). L'eroe tessalo, dunque, reduce dall'impresa bellica che i Greci condussero contro i Troiani, avrebbe colonizzato il litorale ionico che si estende dal fiume Neto al promontorio di Punta Alice. Sia Licofrone di Calcide sia lo Pseudo-Aristotele indicano i luoghi dell'Occidente che avrebbero conosciuto il Melibeo, quali Crimisa nei pressi del fiume Esaro e Macalla situata a 120 stadi da Crotone. Ma è Strabone, geografo di età augustea, a cui si uniscono Virgilio, Silio Italico, Servio e Solino, ad attribuire la fondazione mitica di Petelia a Filottete.
Se la mitologia e le fonti letterarie rimandano alla fine del II millennio a.C., l'archeologia ci consente di documentare la vita nel territorio di Petelia anche in epoca più remota. Per quanto concerne l'età preistorica, sporadici sono i documenti della cultura materiale. Nel territorio sono stati rinvenuti schegge di ossidiana e una punta di freccia di selce attribuibili al Neolitico Medio e frammenti di ceramica d'impasto della media età del Bronzo (XVI-XIV secolo a.C.). Maggiori sono i rinvenimenti inquadrabili nell'età del Ferro (IX-VIII secolo a.C.) che ci fanno ipotizzare la presenza di comunità protourbane sul pianoro di Strongoli e sul tavolato delle Murgie.

### Età classica: la colonizzazione greca

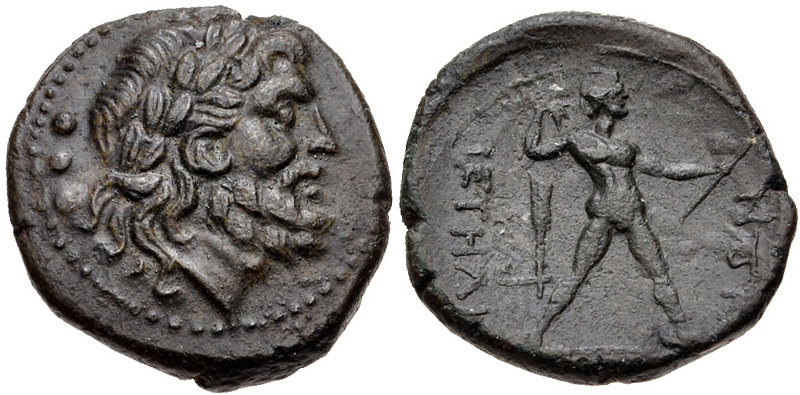
Testa laureata di Zeus a destra; tre pallini (segno di valore) dietro ΠΕΤΗΛΙΝΩΝN, Zeus in piedi a destra, si prepara a scagliare il fulmine e tiene in mano uno scettro; timone a sinistra.

Il processo di colonizzazione storica, avviato nel sud dell'Italia a partire dall'VIII sec. a.C. con la fondazione di Pitecusa nell'isola di Ischia (circa 770 a.C.) da parte degli Euboici, investe anche il territorio dell'attuale Calabria. È dall'Acaia nel Peloponneso che si dipartono i coloni che fondano lungo la costa ionica Crotone e Sibari intorno al 710 a.C., Metaponto nel 690-680 a.C. e Kaulonia nel 675-650 a.C. Il contatto con il mondo greco nel territorio di Strongoli è documentato da alcuni rinvenimenti di fattura ellenica. Infatti, dal pianoro di Murgie, presunta Macalla, provengono un aryballos corinzio sferico databile all'ultimo quarto del VII secolo a.C., che presenta sul corpo un uccello a corpo umano, e un alabastron, anch'esso di fabbrica corinzia, databile al primo terzo del VI sec. a.C. con un grifone alato, animale fantastico tipico della ceramica greca di età orientalizzante.
Durante l'età arcaica la vita a Murgie continua: a questo periodo, infatti, sono da attribuire materiali votivi che fanno ritenere il luogo sede di culti di tradizione greca. È da questa località che proviene il corpo di una statuetta di Nike in corsa con himation, databile all'ultimo quarto del VI sec. a.C. Dopo la distruzione di Sibari, avvenuta nel 510 a.C. ad opera di Crotone, il territorio di Strongoli è sotto l'influenza della città di Pitagora che giunge da Samo alla fine del VI sec. a.C. Per questa età si hanno solo rinvenimenti sporadici. Un tesoretto monetale, databile agli inizi del V secolo a.C. e rinvenuto in località Serra Frasso, attesta i contatti con Kaulonia, Crotone, Metaponto, Taranto e Poseidonia. La dottrina del filosofo di Samo diventa nella Grecia d'Occidente un movimento di pensiero e si traduce in un'esperienza politica e religiosa che ha lo scopo di trovare il cammino razionale che conduce alla salvezza mediante la purificazione spirituale.
Al Pitagorismo è legata un'altra dottrina, l'Orfismo che trova molti proseliti in Magna Grecia ed anche a Petelia, ove nel 1836 in un sepolcro è stata rinvenuta una laminetta aurea con iscrizione greca, la quale era affissa con una catenella al cadavere del defunto. Questo il suo contenuto: "Sono figlio della terra e di Urano stellato, la mia stirpe è dunque celeste…ardo di sete e muoio: datemi, presto, la fredda acqua che scorre impetuosa dal lago di Mnemosine" (Maddoli 1996). La laminetta, che insieme a quelle che provengono da Thurii ed Hipponion sono convenzionalmente designate come "orfiche", aveva la funzione di vademecum per il defunto nell'aldilà che poteva così ottenere mediante la sua condizione di mystes una situazione privilegiata di beatitudine ed evitare, dunque, i dolorosi cicli delle reincarnazioni.
Nel frattempo le popolazioni italiche tendono sempre più ad espandersi a svantaggio delle colonie greche della costa: tra la metà e la fine del V sec. a.C. Capua, Cuma, Neapolis e Poseidonia in Campania sono conquistate dai Sanniti. In Calabria all'inizio del IV sec. a.C. si assiste all'avanzata dei Lucani, popolazione del ceppo sannitico, i quali eleggono Petelia loro metropoli.

### L'età romana
Successivamente con la conquista di Taranto (272 a.C.) ad opera dei Romani viene avviato il processo di romanizzazione nel Meridione e inizia una nuova fase storica per la Calabria e, dunque, per Petelia. Per quanto concerne il III secolo a.C. lo storico Livio ricorda di questo centro nel Bruzio la fedeltà filoromana e la strenua resistenza durante il conflitto annibalico tra il 216 ed il 215 a.C.
La fedeltà a Roma nelle lotte contro Annibale valse al centro l'appellativo di Fidelis Petelia. In questo contesto, al termine del conflitto il senato romano concedette a Petelia non solo di essere ricostruita ma anche di poter batter moneta propria.
Se per l'età repubblicana (II-I sec. a.C.) scarse sono le testimonianze archeologiche, esse aumentano per l'età successiva: dal territorio di Strongoli, infatti, provengono vari documenti epigrafici della prima età imperiale.
Per quanto concerne il I-II sec. d. C. nel Bruttium lo sfruttamento delle risorse del territorio si svolge grazie a piccoli gruppi insediativi, mentre la divisione in proprietà del territorio si concentra in latifondi ed in villae con a capo ciascuna il proprio dominus. Il territorio viene sfruttato nelle sue produzioni più naturali, tranne alcune culture specializzate come le viti aminee attorno a Petelia, di cui si parla nel testamento iscritto su una delle quattro basi marmoree di Manio Megonio Leone, conservate nella chiesa cattedrale.
Petelia non è direttamente indicata nelle stationes del cursus publicus dettagliato dall'itinerario antonino, in cui invece è specificata la statio di Meto, posta a 32 miglia da Paternum (oggi Crucoli Torretta) e a 24 miglia da Tacina. La posizione della statio di Meto non è nota, ma si ritiene prossima alla confluenza tra i fiumi Vitravo e Neto, sempre in territorio di Strongoli, non lontano dalla “Pietra del Tesauro”, mausoleo del II secolo d.C. Qui vicino in località Pizzuta – Santi Quaranta, su una piccola altura, spianata alla sommità, che domina la confluenza dei fiumi Vitravo e Neto, si trova un “importante complesso del periodo imperiale”, costituito da una villa datata tra I e IV secolo d.C., e resti di sepolture tardo-antiche.
Petelia è invece presente nella Tavola Peutingeriana, che rappresenta le città romane e le distanze fra queste, tra Turis e Crontona. L'anonimo geografo di Ravenna riporta invece il toponimo di Pelia, tra Turris e Crotona, mentre Guidone in Geographica -che riprende i contenuti del ravennate- indica Petelia con il toponimo di  Pellia,
Fidelis Petelia fu dichiarata “libera e federata” (si governava con magistrati e leggi proprie) e Roma le concesse il diritto di battere moneta; mantenne questi privilegi fino all'89 a.C. quando in seguito alla legge Plautia-Papira cambiò condizione divenendo municipio quando  "c’hauendo i Romani in tutta Italia trenta Municipii, solamente in Calabria n'haveuano nove". Nella monetazione in bronzo vennero rappresentati gli dei Apollo, Diana, Giove, Cerere e Nike.
Divenne poi cristiana e una tradizione vuole che vi nacque il 19º papa di Roma S. Antero del III secolo d.C. (ma secondo il Liber pontificalis era di origine greca e suo padre si chiamava Romolo), probabilmente martirizzato sotto l'imperatore Massimino Trace, ebbe un brevissimo pontificato (circa 40 giorni).
Petelia fu la sola a sopravvivere anche alla decadenza di Crotone.

### L'Alto Medioevo
La tarda età imperiale vede nel territorio petelino la continuità di ville rustiche di età precedente, nuclei agricolo-residenziali che tendono a scomparire in età bizantina fino al corso del VII secolo, in seguito alle incursioni saracene. Tra l’VIII ed il IX secolo la Calabria è stata soggetta a tentativi di conquista (Tropea, Amantea e S. Severina, dall’840 all’882 furono conquistate dai saraceni che ne avevano costituito degli emirati) e poi a scorrerie. Le scorrerie proseguono nonostante il potere marittimo dell'impero bizantino: nel 933 cadono Petelia, Taverna, Belcastro. Nel 944 Pasquale (o Pascasio), inviato da Costantino VII Porfirogenito, riconquista Petelia.
Nella Notizia III (nota come la Diatyposis) del patriarcato di Costantinopoli, l'atto che riorganizza le diocesi in Calabria approvato dall'imperatore bizantino Leone VI detto il Saggio (866-912) sottoscritto intorno all’anno 900 Petelia non è presente tra le diocesi della metropolia di Santa Severina, che invece ha per suffraganee Umbriatico (Euriatum), Cerenzia, Isola e Gallipoli in Puglia. Nella successiva Notitia X (di poco posteriore al 1000) sotto Basilio II sotto alla metropolia di Santa Severina, viene aggiunta la nuova diocesi di Paleocastro (Petilia Policastro). Durante la conquista normanna della Calabria nel 1065 furono espugnare alcuni “castra Calabriae” tra cui Policastro che fu distrutto e tutti i suoi abitanti deportati. È solo nell’XI secolo che fu eretta la diocesi di Strongoli, in sostituzione di Paleocastro.

### Età feudale

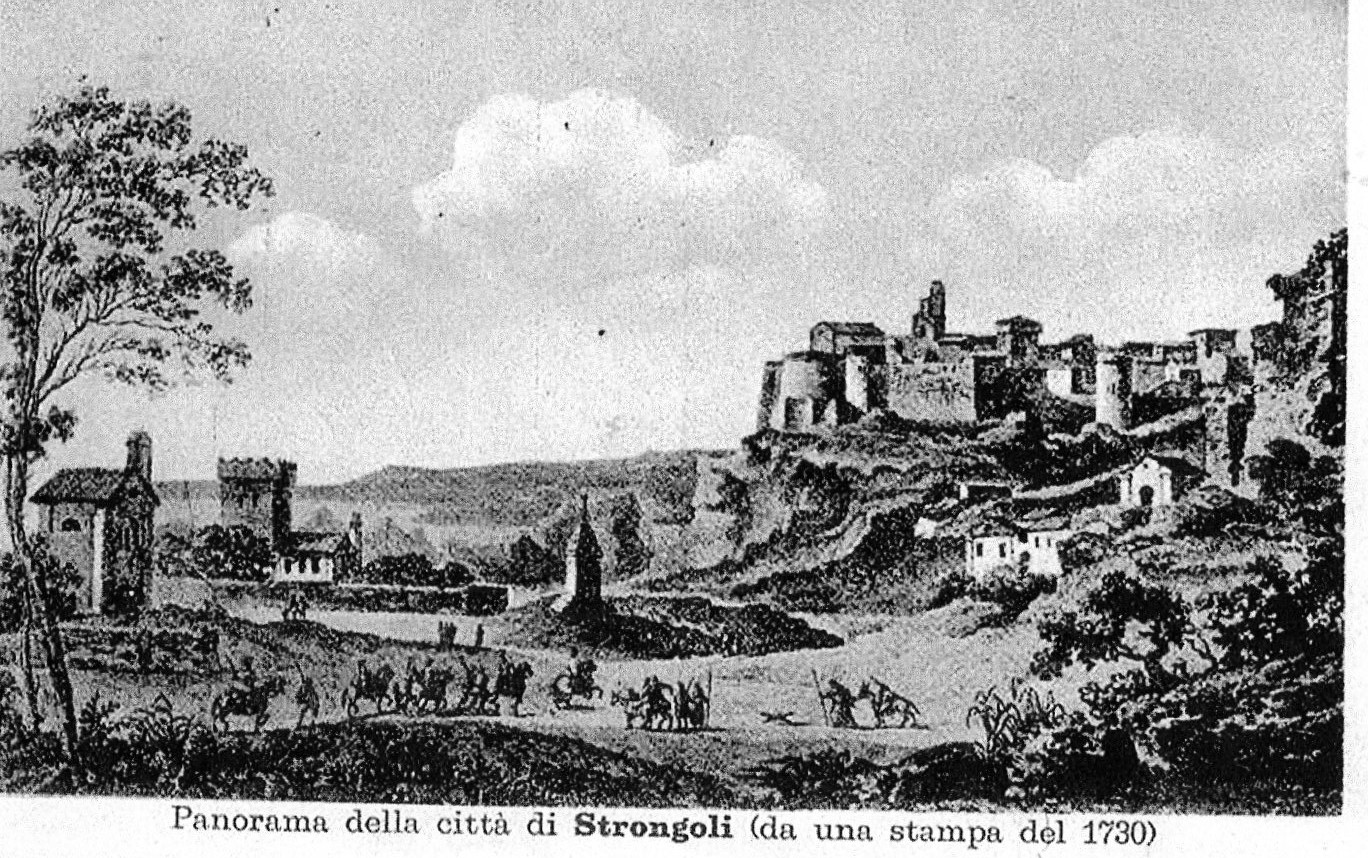
Panorama della città di Strongoli (da una stampa del 1730)

Rifondata già verso la fine del periodo bizantino, divenne città murata, in posizione dominante la bassa valle del Neto.
Durante il periodo normanno diventa sede vescovile, soggetta al metropolitano di Santa Severina. La diocesi è documentata per la prima volta nella bolla di papa Lucio III del 1183 all'arcivescovo di Santa Severina, Meleto, nella quale il pontefice conferma al metropolita tutti i suoi privilegi e ne menziona le suffraganee. Nei documenti del periodo normanno con la Diocesi si trova con nomi di Giropolen, Strongylon, Strombulo e Strongulo.
Con l’imperatore Federico II la “Civitas Stronguli” gode della condizione demaniale.
La terra di Strongoli, che fa parte del giustiziariato di Valle Crati e Terra Giordana del Regno di Napoli, perde la condizione demaniale Angioini e riacquista la condizione demaniale con gli Angioini a fasi alterne per circa un secolo, finché dal 1349 fu assegnata al conte di Mileto Ruggero Sanseverino, restando feudo fino all'eversione della feudalità.
Dal 1390 passò nell'ampio dominio del marchesato crotonese del marchese Nicolò Ruffo di Crotone, del ramo dei Ruffo di Catanzaro.
Dopo il 1400 ricompaiono i Sanseverino -principi di Bisignano- che restano feudatari di Strongoli fino al 1605
Durante la 2^ Dinastia aragonese del Regno di Napoli, sotto Ferdinando il Cattolico (1452 –1516), il castello feudale fu da questi disarmato il castello come tutti quelli della zona. Il riaffacciarsi del pericolo delle scorrerie turchesche ripropose ben presto il problema della difesa della città e del castello. Nella seconda metà del Cinquecento il vescovo Timoteo Giustiniani (1567-1571) fortificò la città con quattro torri, opera completata dai successori. Sempre in questi anni le mura cittadine sono potenziate con l’introduzione del bastione nella parte più esposta e presso la marina è costruita la torre di Limara.
Pochi anni dopo nel 1605 il feudo spopolato e distrutto passava dai Sanseverino a Giovan Battista Campitelli, conte di Melissa, che acquistò il feudo per 70.000 ducati dai principi di Bisignano. I Campitelli erano tra i maggiori e più influenti feudatari del marchesato di Crotone e del regno di Napoli. Annibale Campitelli nel 1620 ebbe il titolo di "Principe di Strongoli".
Francesco Campitelli dal 1624 al 1668 è feudatario e principe di Strongoli. Sotto il suo dominio, la città spopolava per le pestilenze ed era oppressa dalla malaria.
Alla morte di Francesco Campitelli, senza figli, il feudo passò nel 1668 al nipote Domenico Pignatelli, figlio della sorella Giovanna Campitelli, maritata con Girolamo Pignatelli, al quale seguirono Hyeronimo e Ferdinando.
Nel 1799 a Francesco che fu padre di Irene Pignatelli, la sposa di Leonardo Giunti, padre di Giulia Giunti che diede il nome all’"Asilo Giunti", tuttora esistente e funzionante, gestito dalle suore "Dorotee" di Vicenza.
Per la cittadina di Strongoli lo storico Salvatore Gallo sottolinea,  nel saggio Vecchio campanile, che una delle più importanti testimonianze ebraiche nella cittadina jonica è rappresentata da una lapide del XV secolo ritrovata in contrada Catena nel 1954 nella cui epigrafe è scritto che “questa è una lapide dell'illustre signore, maestro Leone medico figlio di Clemente morto nel 5201, 1441 dell'Era volgare. L'Eden sia il suo riposo”.

### Epoca moderna

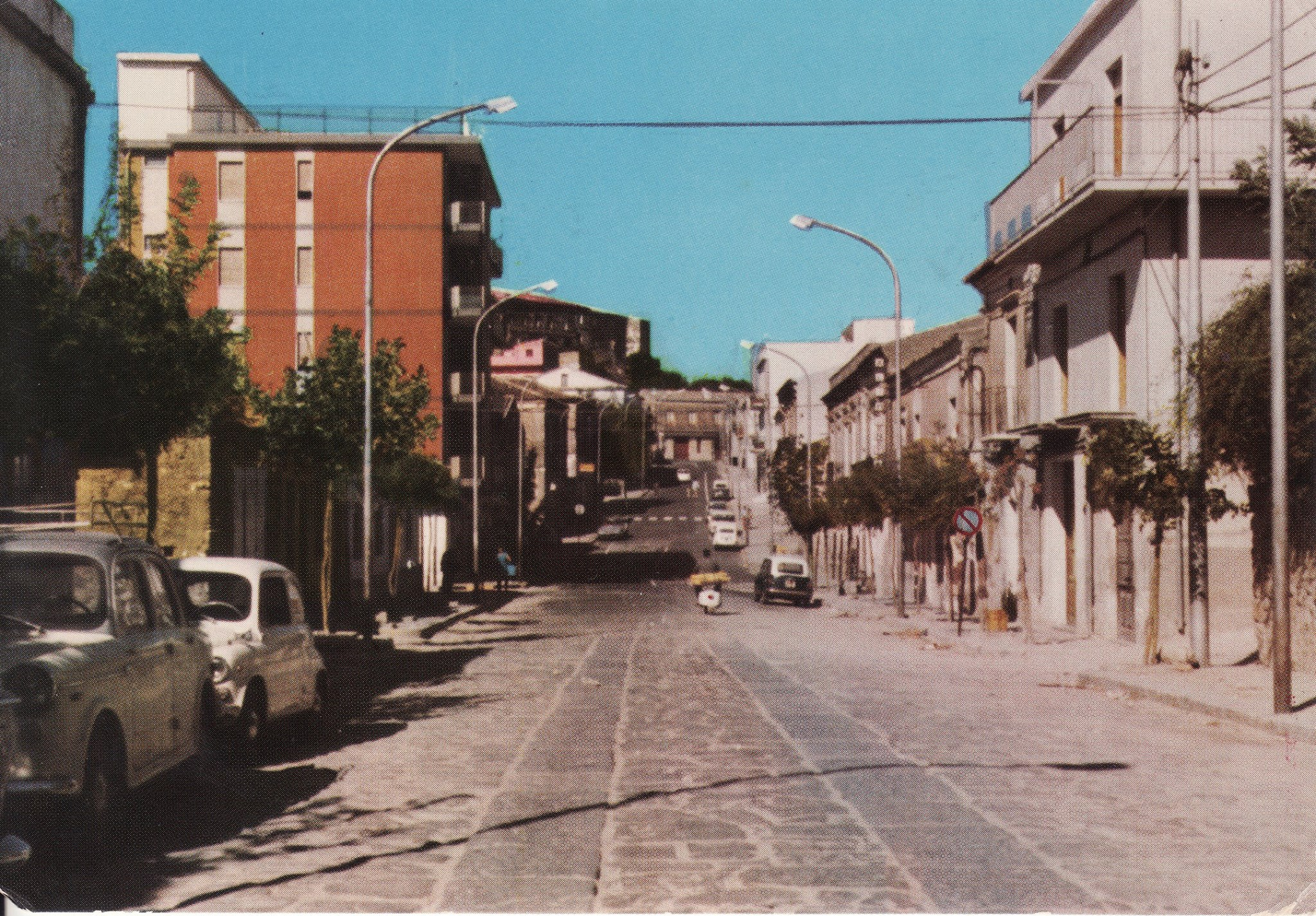
Corso Biagio Miraglia Strongoli, attorno al 1970

Fu parte attiva nella sollevazione delle Calabrie contro i Francesi (1806), che ritirandosi la incendiarono: il 29 luglio 1806 le truppe francesi del Reynier assalirono la città, la cui popolazione si era ribellata e non voleva aprire le porte. Messo a ferro e fuoco l’abitato, si liberarono anche alcuni prigionieri polacchi, che rinchiusi dai briganti nel castello erano di continuo minacciati di morte.
Rioccupata l’anno successivo, subì una dura repressione.
La successiva storia di Strongoli è legata alle vicissitudini di quella nazionale.
Dopo il 1815, con il nuovo ordinamento amministrativo del Regno delle Due Sicilie, Strongoli passò dalla Provincia di Cosenza a quella di Catanzaro, mentre dal 1992 è uno dei 27 comuni della nuova Provincia di Crotone.

## Simboli

Stemma di Strongoli

Il decreto del capo del governo del 1º febbraio 1936 riconosceva lo stemma storico presente nel catasto onciario di Strongoli del 1741.
Lo stemma attualmente in uso è stato concesso, assieme al gonfalone, con il decreto del presidente della Repubblica del 22 maggio 2002.
I cinque monti in fiamme simboleggiano i cinque cumuli ai quali i petelini diedero fuoco prima di cedere ad Annibale la città. Secondo altri, i colli raffigurerebbero le cinque distruzioni subite.
Sotto lo scudo è presente un nastro riportante la dicitura "Urbs Peteliae nunc Strongoli".

## Monumenti e luoghi d'interesse

### Bastioni del XVI secolo
Facevano parte di un sistema difensivo, programmato dal viceré di Napoli, Don Pedro di Toledo, su consiglio di Fabrizio Pignatelli, per proteggere i centri abitati strategici dalle incursioni saracene. Ai bastioni era collegata una cinta muraria, di varia forma e spessore, che circondava l’abitato. All’interno venivano sistemate le munizioni e le armi da fuoco per resistere agli attacchi dei nemici . L'accesso alla città era consentito da quattro porte; le più usate erano: "Porteddra" e "Porta i ra terra". Una di queste, probabilmente sotto il "Casale", era la "Porta Marina" che collegava il porticciolo al paese.

### Epigrafe Petilina III-II secolo a. C.
Titolo sepolcrale, in lingua greca, dalla cui traduzione si apprende che, quando erano ginnasiarchi i fratelli Minato, fu restaurato un portico a spese pubbliche. Secondo gli studiosi il portico restaurato potrebbe essere quello del Ginnasio di Petelia, nel quale l’iscrizione si trovava, evidentemente, esposta.

### Epigrafe a Megonio II secolo d. C.
Lastra in marmo fatta incidere dagli Augustali, dai Decurioni e dal popolo in onore di Megonio.
Manio Megonio (138-161), appartenente alla gens Cornelia, è stato, nel periodo imperiale romano, il personaggio più importante della città di Petelia: quadrumviro romano, questore del pubblico erario, Patrono Municipale, rappresentante della giustizia e difensore del popolo. La lastra era, probabilmente, alla base di un piedistallo che sosteneva la statua equestre in bronzo di Megonio.

### Palazzo Vescovile - XV-XVI secolo
È stato residenza dei vescovi fino al 16 febbraio 1818, data in cui venne soppressa la sede. Se ne ha documentazione a Strongoli sin dal 733, anno in cui passa sotto la giurisdizione del Patriarca di Costantinopoli e della chiesa Metropolita di Santa Severina. La costruzione della parte più alta è dovuta alla volontà del vescovo Claudio Vico (1490-1496) per l’avvistamento e una maggiore difesa dagli attacchi saraceni dal mare. Nel 1751 il vescovo Morelli fece dipingere all’interno decorazioni su muro e installare vetrate artistiche. È stato utilizzato fino a qualche decennio fa come municipio.

### La Cattedrale (o Collegiata dei Santi Pietro e Paolo) - X secolo
Intitolata ai santi apostoli Pietro e Paolo, è detta chiesa del Vescovado, poiché Strongoli è stata sede vescovile dal 1178 al 1818. Ha pianta basilicale a tre navate su pilastri quadrangolari e cappelle laterali, coronate da cupole di stile bizantino ad anelli concentrici orlati di coppi. L'interno ha tre pregevoli altari e due acquasantiere in tarsia di marmo settecenteschi. Le strutture portanti sono pilastri a base quadrangolare con lesene terminanti in volute ioniche e foglie d’acanto. Per effetto dell'art. 3 del Concordato del 16 febbraio 1818, intervenuto tra papa Pio VII e re Ferdinando I, e con bolla del 27 giugno 1818, la sede episcopale di Strongoli venne soppressa e incorporata a quella di Cariati, di conseguenza anche la Cattedrale venne ridotta a semplice collegiata.

### Chiesa di Santa Maria delle Grazie - XV-XVI secolo
Fondata quasi certamente nel 1486 dai francescani conventuali e consacrata un decennio dopo, ha navata unica con altari laterali ed un buon corredo di pitture su tela dei secoli XVIII e XIX. Sull’altare maggiore la Madonna delle Grazie (XVI secolo), di grande valore devozionale, è dipinta ad olio su tavola con fondo dorato ed è forse un dono di confratelli dell’Umbria o delle Marche alla conclusione dei lavori. La facciata è in stile neoclassico, l’interno conserva una statua in marmo di una Madonna con Bambino (1637), oltre decorazioni in stucco tardo-barocche e finestre con sguanci ad unghia. Sul presbiterio si innalza una falsa cupola.

### Chiesa di Santa Maria della Sanità - XVII secolo
Edificata nel 1617, è detta anche "Chiesa dell'Ospedale" perché sorta contestualmente ad un ospedale che doveva accogliere, nelle intenzioni del vescovo Sebastiano Ghislieri, malati, pellegrini e miserabili. I locali, nel tempo, sono stati divisi e trasformati in abitazioni private. L’interno ad aula è semplice ed è l'unica chiesa di Strongoli ad avere una vera cupola sul presbiterio. Conserva due tele firmate: una di Francesco Santa Caterina di Filadelfia (Vibo Valentia), raffigurante la Madonna della Sanità con il Bambino, angeli ed infermi del 1855; l’altra di Gaetano Basile nativo di Borgia, del 1883, raffigura Santa Lucia. Vicino all’altare vi è un crocifisso ligneo di Francesco Vetere di Strongoli del 1987.

### Palazzo Giunti - XVIII secolo
Il palazzo risale ai primi decenni del 1700 ed era proprietà della famiglia Giunti. Un loro discendente, Leonardo Giunti sposò nel 1839 la figlia di Francesco Pignatelli, Irene, e dal loro matrimonio nacque Giulia Giunti, moglie del senatore e barone Leopoldo Giunti, discendente di Alfonso. Alla famiglia Giunti passarono, quindi, tutte le proprietà della famiglia Pignatelli: il castello di Strongoli, il casino di Fasana, con i vasti appezzamenti di terreno che lo circondano, e le varie dimore di campagna compresa quella di Dattilo. Il titolo di Baroni fu riconosciuto con Regio decreto l’8 marzo 1925

### Il Castello (XVI-XVII secolo)
Costruito sull’acropoli dell’antica città di Petelia, è costituito da una torre quadrata, detta Mastio, più antica e di diversa tecnica muraria. Questa torre sarebbe stata costruita in epoca normanno-sveva, sulla base di una torre del V secolo che era stata distrutta dai saraceni. Verso la metà del secolo XVI, i Bisignano abbassarono il mastio di circa 12 piedi. Dal mastio si articolano le mura che abbracciano il cortile e le quattro torri angolari più una quinta con la base a scarpa verso nord. Il castello era difeso su tre lati da altrettanti precipizi, mentre il quarto lato era dotato di fossato artificiale con ponte levatoio (strutture oggi scomparse). Ebbe prevalentemente funzione militare e di controllo sulle strade di comunicazione del fondovalle e di difesa dalle incursioni saracene. Dal 700 vi stanziava solo la guardia dei soldati perché il principe Pignatelli risiedeva a Fasana. La famiglia Pignatelli aveva ottenuto il castello dai Campitelli, i quali a loro volta l'avevano rilevato dai Sanseverino. Dopo i danni causati dal terremoto del 1783 Murat, re di Napoli dal 1806 al 1815, ne ordinò nel 1811 la ristrutturazione. Ulteriori danni si registrarono nel novembre 1986, quando una frana causata dalle forti piogge fece crollare tutta la parete nord-occidentale. Già utilizzato come carcere e, in epoca medievale, come luogo di esecuzioni (specialmente la torre sudorientale), nel 1831 il castello, unitamente ai beni feudali di Strongoli e Melissa, fu acquistato da Leonardo e Nicola Giunti. Nel 1860 fu teatro di scontri tra le truppe borboniche e quelle garibaldine. Nel 1945 il castello finì nelle mani dei Romano, che nel 1986 lo cedettero al comune di Strongoli.

### Il Castello di Fasana - XVI-XVII secolo
Agli inizi del XVI secolo il territorio di Fasana, situato sulla riva sinistra del fiume Neto, tra la strada statale 106 e il bosco del Pantano, con torre e magazzini appartenne a Lelio Lucifero La torre era stata costruita dal governo vicereale nell'ambito dello sviluppo del sistema difensivo delle torri costiere del Regno di Napoli, con scopi di avvistamento e di comunicazione lungo la fascia costiera.
Verso la fine del XVII secolo passa nel possesso dei feudatari, i principi Pignatelli; da allora la torre subì delle trasformazioni divenendo nei primi decenni del Settecento un casino di soggiorno, usato dal principe quando veniva in Calabria. Il casino di Faggiano (o Torre della Fusciana) ospitò a colazione il 2 febbraio 1735 il Re di Napoli Carlo III di Borbone, nel suo lungo viaggio nelle terre del Regno. Qui si congedò dalla rappresentanza dell'Udienza di Cosenza e proseguì per Crotone.
Nel periodo della Repubblica Napoletana (1799), nel suo viaggio alla riconquista del Regno con l'Esercito della Santa Fede, il Cardinale Fabrizio Ruffo, dopo avere espugnato Crotone ai patrioti repubblicani e ristabilito l'ordine, passo il Neto ed il 4 aprile 1799 vi pernottò.
Il territorio seminativo di Fasana, con terre olivetate, l’orto, i pascoli “con grandioso casino, magazzini, trappeto ed ogni altro comodo annesso”, fu venduto nel 1831 per debiti da Francesco Pignatelli ai fratelli germani Nicola e Leonardo Giunti; ai Giunti subentrarono da ultimo i Massara.

### La Torre Limena (o Limara o di Borgadoro) - XVI secolo
Torre di difesa costiera costruita, probabilmente, verso il 1572, in una posizione isolata, a pochi metri dalla statale 106 ionica, quando era viceré Don Pedro di Toledo. Faceva parte di un sistema difensivo che permetteva di avvisare, con il fuoco, in poco tempo, tutto il regno di Napoli di un eventuale pericolo. Il suo nome originario era “Torre Limara” . Ha la forma di un parallelepipedo costruito su base tronco-piramidale. La parte inferiore è a scarpata per impedire la scalata delle mura.
Dello stesso sistema di vedetta faceva parte anche la Torre dei Magazzeni, anch'essa risalente al XVI secolo.

### Chiesa di Vergadoro
La Chiesa di Vergadoro si erge su una collinetta poco distante dalla Marina di Strongoli. Secondo la leggende un gruppo di pescatori, scampati a una terribile tempesta in mare trovarono nelle reti una tela raffigurante una signora con in braccio un bambino e in mano una verga d'oro. Questo dipinto fu per i marinai un segno del cielo ed essi, in omaggio alla Vergine, eressero la chiesetta dove collocare la miracolosa tela. Da quel giorno, ogni anno, nel mese di maggio, nella domenica coincidente con l'Ascensione del Signore, si festeggia la "Madonna di Vergadoro", protettrice dei marinai, dei campi e dei contadini.
La tela originaria venne trafugata negli anni ottanta, oggi ne rimangono delle copie e fotografie. Il culto della Beata Vergine di Vergadoro è molto sentito dalla popolazione; la festa prende il via 10 giorni prima dell'Ascensione con una veglia di preghiera notturna, la cosiddetta "nottata", il giorno dopo la statua della Vergine viene portata in paese dove per giorni si celebra la novena della Madonna fino alla domenica, quando tutti insieme, a piedi, con un suggestivo pellegrinaggio di ben 8 chilometri, riaccompagnano la statua al santuario.

### Pietra del Tesauro
La Pietra del Tesauro è uno dei 5 mausolei romani presenti in Calabria, probabilmente una pertinenza della vicina villa di Santi-quaranta. Il mausoleo è da datarsi intorno alla prima metà del II secolo d.C., ed è prossimo ai resti di una villa romana in località Santi Quaranta, a non molta distanza dal fiume Neto e dalla ipotizzata localizzazione della statio di Meto. Una tradizione locale vuole che essa sia la tomba del Console Claudio Marcello, morto a Venosa durante la seconda guerra punica per opera delle truppe di Annibale; tale tradizione è però sconfessata sia dalle valutazioni archeologiche che dai testi di storia romana.

### Archeologia industriale
Vecchio zuccherificio, nei pressi della stazione ferroviaria

### Vecchia miniera di zolfo, in località Comero
- Vecchio mattonificio Lateran, nella frazione di Marina di Strongoli.

## Società

### Evoluzione demografica
Abitanti censiti

## Geografia antropica

### Frazioni

#### Strongoli Marina
La vocazione turistica del territorio si riscontra in particolare nella frazione Strongoli Marina.

## Economia
L'economia del paese si basa prevalentemente su attività agricole, in particolare con la coltivazione di cereali, viti e ulivi, e sul movimento turistico in particolare legato alle attività balneari.

## Infrastrutture e trasporti

### Ferrovie
La stazione di Strongoli è posta sulla ferrovia Jonica ed è servita da treni regionali. Il fabbricato viaggiatori è composto da due binari e due banchine 

### Strade
Il comune è attraversato dalla strada statale 106 Jonica.
Il trasporto pubblico viene effettuato dalle Romano autolinee regionali S.p.a diretti nei centri principali di Catanzaro, Crotone, Marina di Strongoli e Cirò. 

## Amministrazione

### Regno d'Italia (1861 - 1946)
| Periodo | Periodo | Primo cittadino   | Partito | Carica  | Note |
| ------- | ------- | ----------------- | ------- | ------- | ---- |
|         |         | Dionigi Chiarotti | PNF     | Podestà |      |
|         |         | Luigi Fazia       | PNF     | Podestà |      |
|         |         | Dionisio Gallo    | PNF     | Podestà |      |

### Repubblica Italiana (dal 1946)
| Periodo           | Periodo           | Primo cittadino             | Partito                     | Carica                    | Note   |
| ----------------- | ----------------- | --------------------------- | --------------------------- | ------------------------- | ------ |
| 1946              | 1951              | Salvatore Pecoraro          |                             | sindaco                   |        |
| 1951              | 1961              | Giuseppe Fazio              |                             | sindaco                   |        |
| 1961              | 1970              | Primo Polacco               | Partito Comunista Italiano  | sindaco                   |        |
| giugno 1970       | giugno 1980       | Salvatore Iannotta          | Democrazia Cristiana        | sindaco                   |        |
| 1981              | 1983              | Saverio Mazza               | Partito Socialista Italiano | sindaco                   |        |
| dicembre 1983     | giugno 1985       | Franco Codispoti            | Partito Comunista Italiano  | sindaco                   |        |
| luglio 1985       | novembre 1986     | Vincenzo Tucci              | Partito Comunista Italiano  | sindaco                   |        |
| novembre 1986     | maggio 1987       |                             |                             | commissario prefettizio   |        |
| maggio 1987       | ottobre 1991      | Aurelio Benedetti           | Democrazia Cristiana        | sindaco                   |        |
| 4 ottobre 1991    | 4 giugno 1992     | Dionisio Gallo              | Democrazia Cristiana        | sindaco                   |        |
| 7 agosto 1992     | 14 giugno 1993    | Luigi Arrighi               |                             | sindaco                   |        |
| 9 agosto 1993     | 23 giugno 1995    | Saverio Romano              |                             | sindaco                   |        |
| 23 giugno 1995    | 2 maggio 1996     | Annunziato Vardè            |                             | commissario prefettizio   |        |
| 2 maggio 1996     | 9 marzo 1997      | Amedeo Codispoti            |                             | sindaco                   |        |
| 27 aprile 1997    | 4 novembre 1999   | Luigi Arrighi               | lista civica "Progressisti" | sindaco                   |        |
| 4 novembre 1999   | 16 aprile 2000    | Stefania Greco              |                             | commissario prefettizio   |        |
| 16 aprile 2000    | 4 aprile 2003     | Amedeo Codispoti            | L'Ulivo                     | sindaco                   |        |
| 4 aprile 2005     | 15 maggio 2007    | Luigi Arrighi               | lista civica                | sindaco                   |        |
| 15 maggio 2007    | 14 aprile 2008    | Massimo Mariani             |                             | commissario prefettizio   |        |
| 14 aprile 2008    | 27 maggio 2013    | Luigi Arrighi               | lista civica                | sindaco                   |        |
| 27 maggio 2013    | 12 febbraio 2018  | Michele Laurenzano          | Partito Democratico         | sindaco                   |        |
| 12 febbraio 2018  | 20 aprile 2018    | Eugenio Pitaro              |                             | commissario straordinario | [ 30 ] |
| 20 aprile 2018    | 21 settembre 2019 | Umberto Pio Antonio Campini |                             | commissario straordinario | [ 30 ] |
| 21 settembre 2019 | 20 aprile 2020    | Rosa Correale               |                             | commissario straordinario | [ 30 ] |
| 20 aprile 2020    | 21 settembre 2020 | Maria Luisa Tripodi         |                             | commissario straordinario | [ 30 ] |
| 21 settembre 2020 | 2 agosto 2023     | Sergio Bruno                | lista civica Per Strongoli  | sindaco                   |        |
| 31 agosto 2023    | 9 giugno 2024     | Francesco Paolo D'Alessio   |                             | commissario prefettizio   |        |
| 9 giugno 2024     | (in carica)       | Francesco Benincasa         | lista civica "ADESSO!"      | sindaco                   |        |

## Sport
Lo stadio comunale Francesco Iurato è utilizzato per ospitare le partite casalinghe dell'ASD Strongoli 2023, squadra militante in Seconda categoria. Inoltre è presente un palazzetto dello sport.